# سنگ قولنج

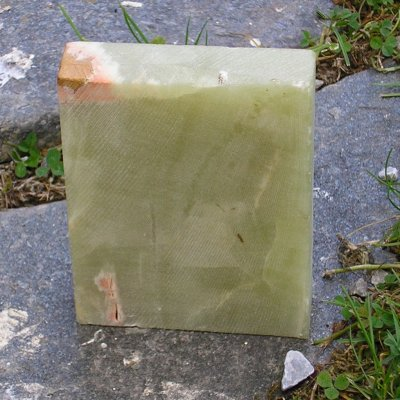
سنگ قولنج.

سنگ قولَنج یا ژادیت (Jadeite) یکی از دو سنگی است که اصطلاحاً یشم نامیده می‌شوند. در زبان روزمره سنگ قولنج و یشم سبز، هر دو را یشم می‌گویند.‎
سنگ قولنج یک کانی پیروکسین است. این سنگ یک سنگ کج‌نوری‎ است.‎